# 믹스 (영화)
믹스(ミックス。, Mix)는 일본에서 제작된 이시카와 준이치 감독의 2017년 가족, 코미디, 멜로/로맨스 영화이다. 아라가키 유이 등이 주연으로 출연하였다.

## 출연

### 주연
- 아라가키 유이
- 에이타

### 조연
- 히로스에 료코
- 엔도 켄이치
- 타나카 미사코
- 사노 하야토
- 세토 코지
- 나가노 메이
- 아오이 유우
- 모리사키 히로유키